# Chamelophyton kegelii
Chamelophyton kegelii är en orkidéart som först beskrevs av Heinrich Gustav Reichenbach, och fick sitt nu gällande namn av Leslie Andrew Garay. Chamelophyton kegelii ingår i släktet Chamelophyton och familjen orkidéer. Inga underarter finns listade i Catalogue of Life.